# 保健物理学
保健物理学（ほけんぶつりがく、英:health physics）とは、放射性物質に由来した放射線障害に対する系統的な放射線防護について調査・研究を行う学術分野である。

## 概要
放射線障害の歴史はヴィルヘルム・レントゲンによるX線の発見(1895)及びアンリ・ベクレルによるウランの放射能の発見(1896)とともに始まったが、その実際的な防御方法の確立は原子爆弾製造に伴う放射線の危険性が再認識された1942年以降である。その放射線障害に対する系統的な防御方法などについて調査・研究を行う学術分野を保健物理（health physics）と呼ぶ。

## 保健物理学の任務
保健物理学者の任務は次のようなものであるとされる
1. 原子力関係施設の位置の選定に関与する
2. 放射線防護関係設備の設計に関与する
3. 個人防護のシステムに関する全般
4. 実験室管理に関する全般
5. 過大な被曝を防ぐための処置に関すること
6. 環境管理に関すること。廃棄物処理
7. 放射線障害の起こる恐れのある非常対策に関与する
8. 測定用器械類の較正と保全
9. 従業員の訓練、教育
10. 民間防衛（civil defense）に協力する
11. 以上各項に関する基礎的研究（廃棄物処理、排水処理、測定器、遮蔽など）

個別具体的には、放射線および放射性物質の測定、施設内や環境における放射線および放射性物質の挙動の追跡、施設及び作業者の放射線管理、外部被曝線量評価、生体内での放射性物質の挙動の追跡、内部被曝線量評価、環境における放射性物質の拡散・移行挙動の解明・管理、個人被曝管理、放射線障碍の機構の解明、放射線防護剤と放射能防護具の開発、緊急医療対策、放射性廃棄物の処理処分とその管理などがその研究対象であるとされる。

## 学会
1956年アメリカ保健物理学会Health Physics Society ; HPS が設立された。1961年6月19日、Health Physics Society から日本に支部を作ってはどうかと言う話が持ち込まれ、検討の結果要請を受け入れることになり、同日日本支部結成準備委員会が発足した。1962年2月5日にHealth Physics Society 役員会で日本支部設立願が承認され、同月15日には日本保健物理協議会の発起人会総会が開かれた。同年10月1日に「日本保健物理協議会ニュース」第1号が発刊され、1966年2月に第1回研究発表会が東京工業大学で行われた。
1963年6月10日、Health Physics Society 役員会は、放射線防護に関する国際学会を結成する方針を決定、そのための委員会を発足させた。1964年3月20日、国際学会設立に向けて米、英、日、仏14人委員で構成する幹部会が発足。1965年12月国際放射線防護学会 International Radiation Protection Association（IRPA）が結成され、最初の国際会議および総会は1966年ローマで開催された。
国際放射線防護学会結成時に日本保健物理協議会の会員約300名が創立会員として入会し、これを機にHealth Physics Society 日本支部は解散した。日本保健物理協議会は国際放射線防護学会の日本における唯一の加盟団体として認められている。1974年3月に日本保健物理協議会は日本保健物理学会と改称した。日本保健物理学会は、現在会員数約1000人規模の学会である。
また、1950年の国際放射線防護委員会（ICRP）や1955年の原子放射線の影響に関する国連科学委員会（UNSCEAR）の発足、1945年の原爆投下や1954年の第五福竜丸の被爆等を背景に、1959年の放射線医学総合研究所の開所と同時に日本放射線影響学会が発足した。
日本ではほかに、日本原子力学会保健物理・環境科学部会、日本放射線研究連合などでも保健物理学が研究されている。